# Falk Roscher
Falk Roscher (* 1944 in Crostau) ist ein deutscher Jurist.
Von 1993 bis 2006 leitete er als Rektor die Hochschule für Sozialwesen Esslingen (HfS).

## Leben
Roscher nahm nach dem Abitur an der Universität Tübingen ein Studium der Rechtswissenschaften auf. Nach seinem Staatsexamen arbeitete er von 1974 bis 1976 als Richter am Amts- und Landgericht Tübingen. 1976 war er kurzzeitig als Jugendstaatsanwalt tätig, wurde aber zum Wintersemester 1976/77 als Professor für Arbeits- und Sozialrecht sowie Verwaltungs- und Verfassungsrecht an die Hochschule für Sozialwesen Esslingen berufen. Während seiner Lehrtätigkeit in Esslingen nahm er wiederholt weitere Lehraufträge am Institut für Politikwissenschaft der Universität Stuttgart und am Institut für Erziehungswissenschaften der Universität Tübingen an. Schließlich wurde er 1993 zum Rektor der HfS Esslingen gewählt und blieb im Amt bis zur Fusion der Hochschule mit der Hochschule für Technik. Roscher war von 1994 bis 2006 Mitglied des Vorstandes der Rektorenkonferenz Baden-Württemberg und von 1998 an stellvertretendes Mitglied im Senat der Hochschulrektorenkonferenz (HRK). Für sein hochschulpolitisches Engagement sowie seinen langjährigen ehrenamtlichen Einsatz in der Hilfe für Wohnungslose wurde Roscher im Juni 2007 mit dem Bundesverdienstkreuz am Bande ausgezeichnet.